# (467193) 2016 EQ125
(467193) 2016 EQ125 es un asteroide perteneciente al cinturón de asteroides, descubierto el 5 de marzo de 2006 por el equipo Spacewatch desde el Observatorio Nacional de Kitt Peak (Arizona, Estados Unidos).